# Kleista ta stomata
Kleista ta stomata (грец. Κλειστά τα στόματα) — альбом грецького співака  Антоніса Ремоса, який вийшов 18 березня 2011року під ліцензією лейблу Heaven Music. 12 квітня 2011 року в продаж надійшло друге видання альбому в новій обкладинці.
В очікуванні альбому в листопаді 2010 року були випущені 2 синглу «Kommena pia ta daneika» і «Einai stigmes». Вони мали величезний успіх на радіо, з першого тижня по суті знаходилися в TOP 10 графіків ротації, а також перевершили 8 000 000 переглядів на YouTube. Титульна пісня альбому «Kommena pia ta daneika» (грец. Κομμένα Πια Τα Δανεικά) одержала нагороду MAD Video Music Awards 2011 за Найкращу лірику до пісні.

## Список композицій
| Усі видання | Усі видання                                                          | Усі видання     | Усі видання          | Усі видання |
| #           | Назва                                                                | Автор слів      | Автор музики         | Тривалість  |
| ----------- | -------------------------------------------------------------------- | --------------- | -------------------- | ----------- |
| 1.          | «I nychta dyo kommatia» (Η Νύχτα Δυό Κομμάτια)                       | Ольга Влахопулу | Антоніс Вардіс       | 3:58        |
| 2.          | «Kommena pia ta daneika» (Κομμένα Πια Τα Δανεικά (meme pas fatigue)) | Нікос Мораїтіс  | Khaled, Magic System | 3:27        |
| 3.          | «Fengaria chartina» (Φεγγάρια Χάρτινα)                               | Ольга Влахопулу | Антоніс Вардіс       | 3:44        |
| 4.          | «Den katafera» (Δεν Κατάφερα)                                        | Ольга Влахопулу | Антоніс Вардіс       | 3:50        |
| 5.          | «Tora epizo» (Τώρα Επιζώ)                                            | Нікос Мораїтіс  | Дімітріс Контопулос  | 3:45        |
| 6.          | «Einai stigmes» (Είναι Στιγμές)                                      | Вая Калантзі    | Дімітріс Контопулос  | 3:30        |
| 7.          | «Kane na fyyeis» (Κάνε Να Φύγεις)                                    | Нікос Мораїтіс  | Васіліс Гаврілідіс   | 3:49        |
| 8.          | «Kleista ta stomata» (Κλειστά Τα Στόματα)                            | Нікос Мораїтіс  | Васіліс Гаврілідіс   | 3:37        |
| 9.          | «Parelthon» (Παρελθόν)                                               | Іліас Філіпу    | Кіріакос Пападопулос | 3:54        |
| 10.         | «Otan eisai edo» (Όταν Είσαι Εδώ)                                    | Ольга Влахопулу | Антоніс Вардіс       | 4:03        |
| 11.         | «Chronia polla» (Χρόνια Πολλά)                                       | Олександр Закк  | Дімітріс Контопулос  | 3:06        |
| 40:43       |                                                                      |                 |                      |             |